# Regina-Louise von Freedricksz

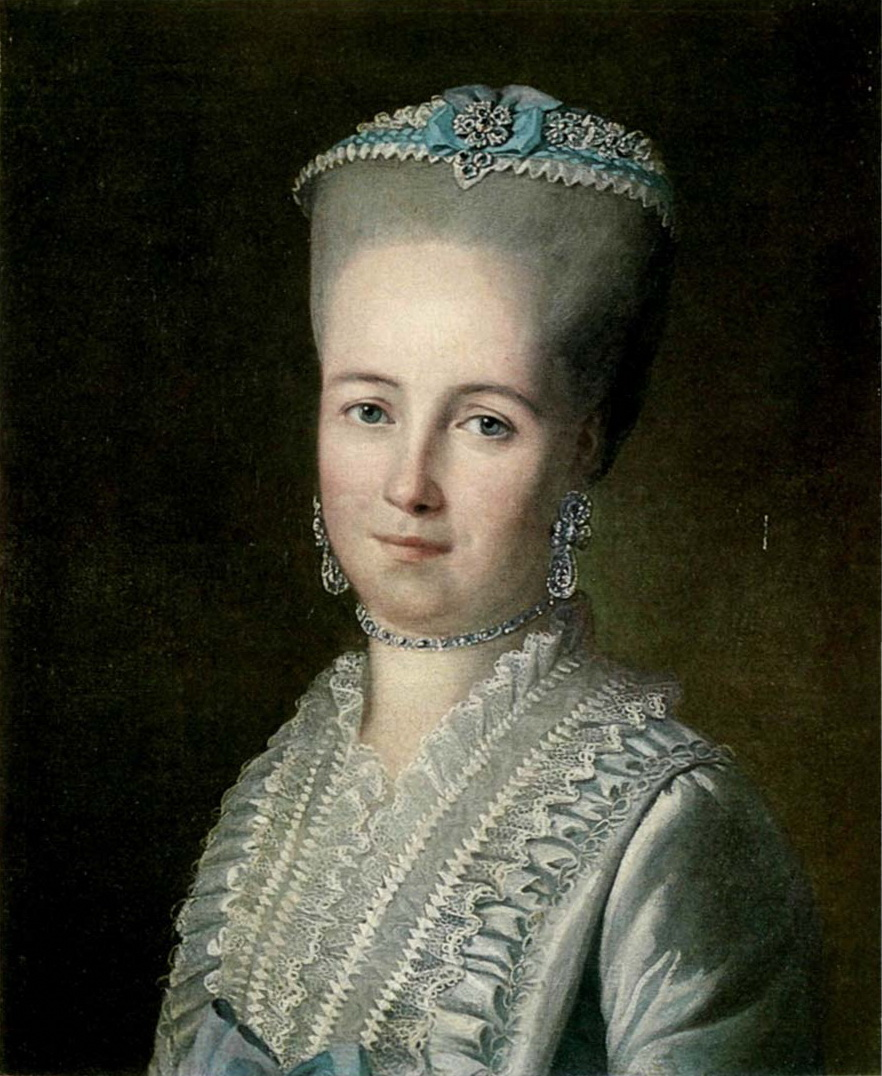
Regina-Louise von Freedricksz

Regina "Irina" Louise von Freedricksz, född Christineck 1735, död 1821, var en rysk industrialist. 
Hon var gift med Katarina den storas bankir baron Ivan von Freedricksz (d. 1779). Hennes make köpte en egendom vid Ladogasjön som fick namnet Irinkova efter henne, då hennes namn Regina blev Irina i Ryssland, och där han grundade flera fabriker. 
Själv grundade Regina-Louise en glasfabrik vid Maryafloden, och 1794 även ytterligare en glasfabrik på Irinkova. Hon blev en framgångsrik fabriksägare, och hennes fabriker (som hon sålde 1812) överlevde fram till 1912. I Ryssland, där köpmansklassen ännu var mycket liten, var det inte ovanligt att medlemmar av adeln drev fabriker under 1700-talet. I kombination med det faktum att gifta kvinnor i Ryssland, till skillnad från i resten av Europa, var ekonomiskt myndiga enligt lagen från 1753, förekom det flera adliga kvinnor som drev fabriker: av fjorton kvinnliga fabriksägare i Nordryssland under 1700-talets andra hälft, var tio adliga. 